# Formiguer rovellat
El formiguer rovellat (Drymophila ferruginea) és una espècie d'ocell de la família dels tamnofílids (Thamnophilidae). Viu entre la malesa del bosc i bambú de les terres baixes fins als 1250 m al sud-est del Brasil.